# Mistrovství Evropy v zápasu řecko-římském 1989
Mistrovství Evropy v zápasu řecko-římském 1989 se konalo ve finském Oulu.

## Výsledky

### Muži
| Kategorie | Zlato               | Stříbro              | Bronz                     |
| --------- | ------------------- | -------------------- | ------------------------- |
| 48 kg     | Markus Scherer      | Daniel Yankov        | Oleh Kučerenko            |
| 52 kg     | Senad Rizvanović    | Ismo Kamesaki        | Valentin Krumov           |
| 57 kg     | Keijo Pehkonen      | Emil Ivanov          | Serguei Bulanov           |
| 62 kg     | Ryszard Wolny       | József Szuromi       | Gennadij Atmakin          |
| 68 kg     | Attila Repka        | Mnacakan Iskandarjan | Jukka Loikas Ghani Yalouz |
| 74 kg     | Petar Tenev         | Torbjörn Kornbakk    | Jaroslav Zeman            |
| 82 kg     | Michail Mamijašvili | Piotr Stępień        | Olaf Koschnitzke          |
| 90 kg     | Vladimir Popov      | Maik Bullmann        | Andreas Steinbach         |
| 100 kg    | Andrzej Wroński     | Ion Ieremciuc        | Viacheslav Klimenko       |
| 130 kg    | Alexandr Karelin    | Sławomir Zrobek      | Tomas Johansson           |